# Soragna
Soragna is een gemeente in de Italiaanse provincie Parma (regio Emilia-Romagna) en telt 4499 inwoners (31-12-2004). De oppervlakte bedraagt 45,4 km², de bevolkingsdichtheid is 97 inwoners per km².
De volgende frazioni maken deel uit van de gemeente: Ardenga, Carzeto, Castellina, Diolo, Samboseto.

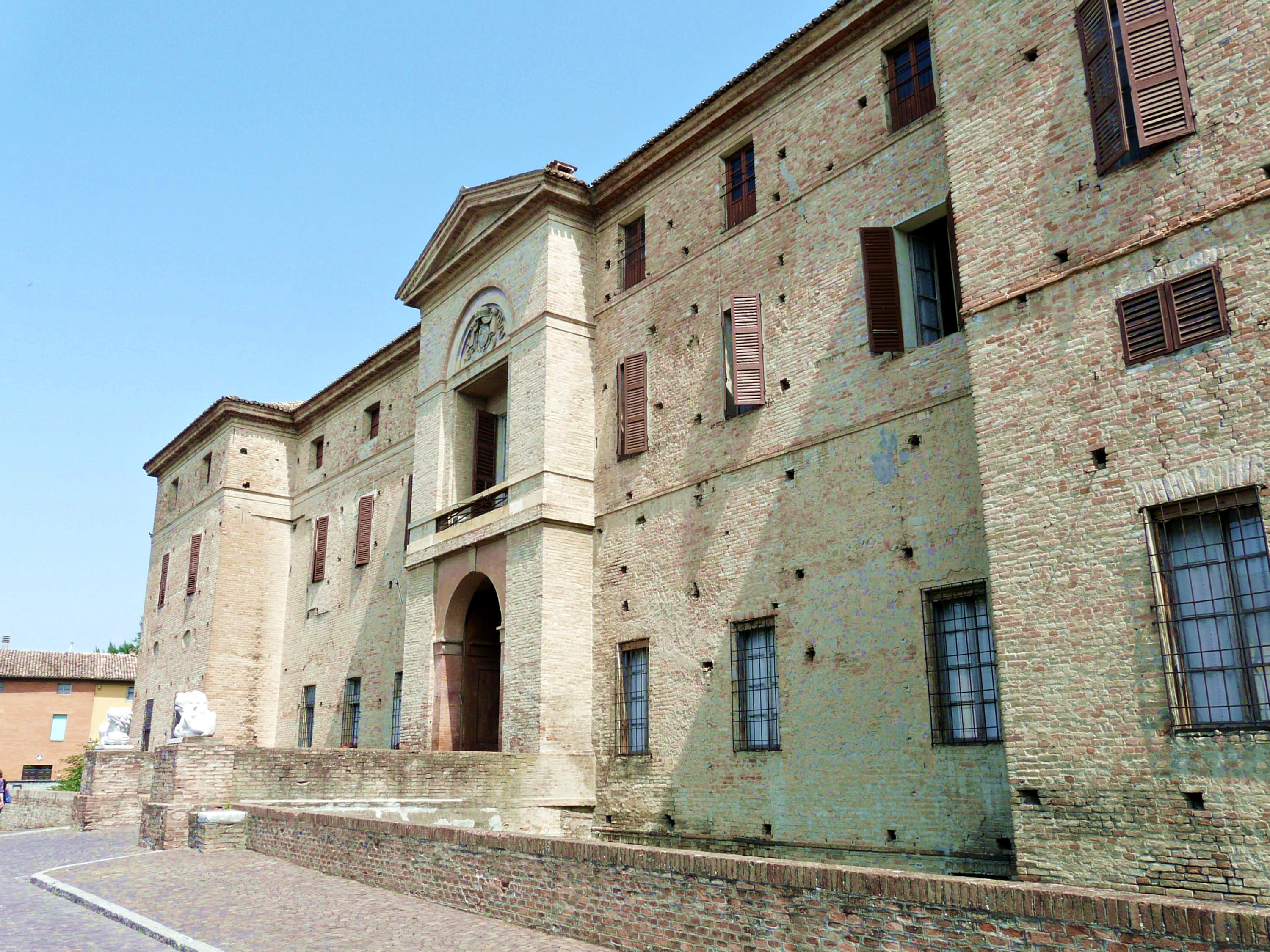
Rocca Meli Lupi
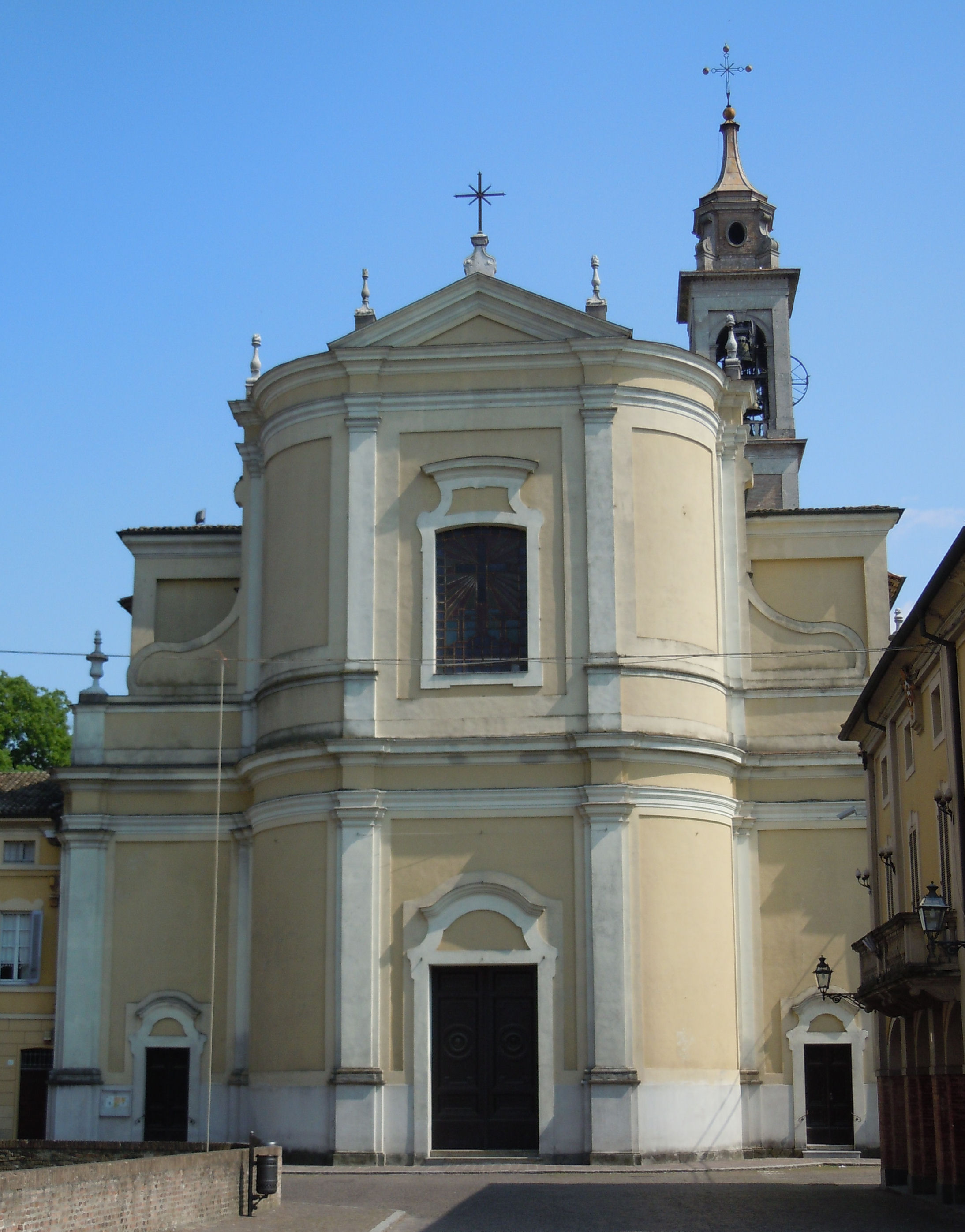
Kerk San Giacomo
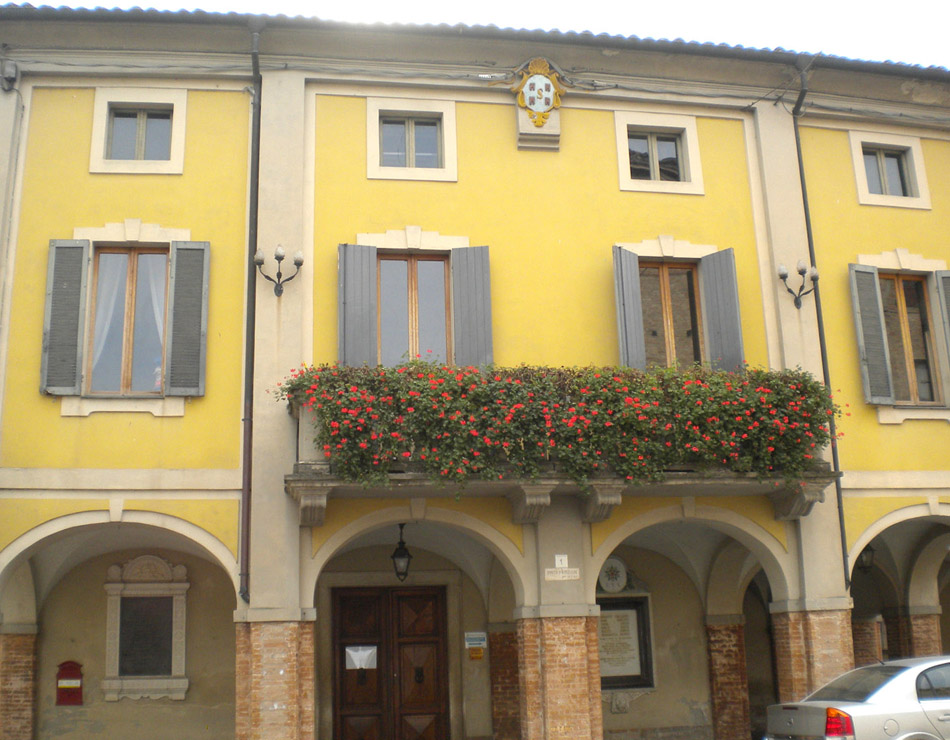
Gemeentehuis
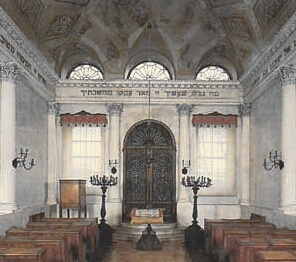
Synagoge

## Demografie
Soragna telt ongeveer 1771 huishoudens. Het aantal inwoners steeg in de periode 1991-2001 met 4,7% volgens cijfers uit de tienjaarlijkse volkstellingen van ISTAT.
| Jaar | Inwoneraantal |
| ---- | ------------- |
| 1991 | 4163          |
| 2001 | 4358          |

## Geografie
Soragna grenst aan de volgende gemeenten: Busseto, Fidenza, Fontanellato, Roccabianca, San Secondo Parmense, Zibello.
Albareto · Bardi · Bedonia · Berceto · Bore · Borgo Val di Taro · Busseto · Calestano · Collecchio · Colorno · Compiano · Corniglio · Felino · Fidenza · Fontanellato · Fontevivo · Fornovo di Taro · Langhirano · Lesignano de' Bagni · Medesano · Mezzani · Monchio delle Corti · Montechiarugolo · Neviano degli Arduini · Noceto · Palanzano · Parma · Pellegrino Parmense · Polesine Parmense · Roccabianca · Sala Baganza · Salsomaggiore Terme · San Secondo Parmense · Sissa Trecasali · Solignano · Soragna · Sorbolo · Terenzo · Tizzano Val Parma · Tornolo · Torrile · Traversetolo · Valmozzola · Varano de' Melegari · Varsi · Zibello
- Library of Congress Control Number: nr96044362
- Nationale Bibliotheek van Israël: 987007540411205171
- Virtual International Authority File: 122617727

1. ↑  https://demo.istat.it/?l=it.